# CygnusEd
CygnusEd – edytor tekstu dla systemów operacyjnych AmigaOS i MorphOS.
Program został opracowany w latach 1986–1987 przez Bruce’a Dawsona, Colina Foxa i Steve’a LaRocque, pracowników CygnusSoft Software. Był to pierwszy edytor tekstu dla komputera Amiga posiadający funkcję „cofnij/powtórz” (z ang. undo/redo) i jeden z pierwszych programów obsługujących skrypty ARexx poprzez port, dzięki czemu możliwe było uruchomienie kompilatora języka C oraz zbudowanie własnego środowiska programistycznego (IDE). Wielu programistów Amigi uczyło się programowania używając CygnusEda, także znaczną część bibliotek dla Amigi zostało stworzonych za jego pomocą.
Program był popularny nawet po bankructwie firmy Commodore International w roku 1994. W 1997 roku Olaf Barthel opublikował wersję 4 CygnusEda. W 2000 r. Ralph Schmidt przeportował go na system operacyjny MorphOS, udostępniając tę wersję dla posiadaczy CygnusEDa 4 na płycie CD-ROM. W 2007 r. Barthel ukończył wersję 5 programu przeznaczoną dla systemu operacyjnego AmigaOS 4 z procesorem PowerPC.